# Eleodes goryi
Eleodes goryi es una especie de escarabajo del género Eleodes, tribu Amphidorini, familia Tenebrionidae. Fue descrita científicamente por Solier en 1848.
Se mantiene activa durante todos los meses del año.

## Descripción
Mide 25,0-25,4 milímetros de longitud.

## Distribución
Se distribuye por Estados Unidos y México.